# Stade Reims
Stade de Reims, i dagligt sprog kendt som Stade Reims eller bare Reims, er en fransk fodboldklub fra Reims i Champagne-Ardenne-regionen. Klubben spiller i landets bedste række Ligue 1, og spiller sine hjemmekampe på Stade Auguste-Delaune.  
Stade Reims blev stiftet i 1931, og er en af de mest succesfulde klubber i fransk fodbold. Klubbens storhedstid var i 1950- og 60'erne, hvor at de vandt flere mesterskaber, og to gang nåede til finalen i Mesterholdenes Europa Cup.

## Titler

### Ligatitler
- Ligue 1: 6 (1948-49, 1952-53, 1954-55, 1957-58, 1959-60, 1961-62)
- Ligue 2: 2 (1965-66, 2017-18)
- Championnat National: 1 (2003-04)

### Pokaltuneringer
- Coupe de France: 2 (1949-50, 1957-58)
- Trophée des Champions: 4 (1955, 1958, 1960, 1966)
- Coupe de la Ligue: 1 (1990-91)

## Nuværende spillertrup
Oversigten er opdateret til og med 27. mars 2025.| Nr. | Land            | Position | Spiller           |
| --- | --------------- | -------- | ----------------- |
| 2   | Kenya           | FO       | Joseph Okumu      |
| 3   | Japan           | FO       | Hiroki Sekine     |
| 6   | Frankrig        | MI       | Valentin Atangana |
| 7   | Japan           | AN       | Junya Ito         |
| 8   | Elfenbenskysten | MI       | Yaya Fofana       |
| 9   | Danmark         | AN       | Mohamed Daramy    |
| 10  | Malta           | MI       | Teddy Teuma       |
| 12  | USA             | AN       | Jordan            |
| 14  | Tyskland        | MI       | Reda Khadra       |
| 16  | Frankrig        | MM       | Ludovic Butelle   |

| Nr. | Land            | Position | Spiller           |
| --- | --------------- | -------- | ----------------- |
| 17  | Japan           | AN       | Keito Nakamura    |
| 18  | Spanien         | FO       | Sergio Akieme     |
| 19  | Brasilien       | MI       | Gabriel Moscardo  |
| 20  | Frankrig        | MM       | Alexandre Olliero |
| 21  | Elfenbenskysten | FO       | Cédric Kipré      |
| 22  | Elfenbenskysten | AN       | Oumar Diakité     |
| 23  | Portugal        | FO       | Aurélio Buta      |
| 24  | Elfenbenskysten | MI       | Mory Gbane        |
| 30  | Irland          | MI       | John Patrick      |
| 31  | Sverige         | FO       | Malcom Jeng       |
| 55  | Frankrig        | FO       | Nhoa Sangui       |
| 67  | Frankrig        | AN       | Mamadou Diakhon   |
| 72  | Elfenbenskysten | MI       | Amadou Koné       |
| 92  | Frankrig        | FO       | Abdoul Koné       |
| 94  | Frankrig        | MM       | Yehvann Diouf     |